# Karl Winkler (Politiker, 1909)
Karl Winkler (* 10. Juli 1909 in Sulzbach-Rosenberg; † 12. Februar 1982) war ein deutscher Politiker der FDP.
Winkler war von Beruf Konditormeister. Zum 1. Mai 1935 trat er der NSDAP bei. Am 13. Januar 1956 rückte er für den ausgeschiedenen Georg Baumann in den Bayerischen Landtag nach, dem er bis zum Ende der Wahlperiode Ende 1958 angehörte. Ab dem 1. April 1957 war er dort stellvertretender Vorsitzender des Ausschusses zur Einbringung von Vorschlägen für die Verwaltungsvereinfachung, dem er sich bereits kurz nach dem Eintritt in den Landtag anschloss. Er war ab dem 24. November 1963 als stellvertretender Landrat für den verstorbenen Alwin Müller und aufgrund der Wahl am 16. Februar 1964 als Landrat des Landkreises Sulzbach-Rosenberg bis zu dessen Auflösung am 1. Juli 1972 im Zuge der bayerischen Gebietsreform tätig.